# Forsteronia schomburgkii
Forsteronia schomburgkii är en oleanderväxtart som beskrevs av A. Dc.. Forsteronia schomburgkii ingår i släktet Forsteronia och familjen oleanderväxter. Inga underarter finns listade i Catalogue of Life.